# 小林れい
小林 れい（こばやし れい、1997年11月29日 - ）は、日本のファッションモデル、女優、アイドル。埼玉県出身。旧芸名は小林 玲。

## 略歴
2010年、第18回ピチモオーディショングランプリ受賞。合格当時中学1年生。
2012年6月、アイドル音楽劇グループ「夢みるアドレセンス」の初期メンバーとなる。
2014年4月号で『ピチレモン』を卒業した。
2015年11月29日、18歳の誕生日をもって小林 玲から小林 れいに改名。
2016年10月17日、喉の治療に専念するため、無期限で音楽活動休止を発表。
2017年6月3日、東京・渋谷duo MUSIC EXCHANGEにて小林れい復活ライブ「ファンタスティック4」を開催。
2019年11月1日、同年末をもってグループから卒業することを発表。
2020年8月8日、自身のファニコンにてゲームボーイソフト「SD飛竜の拳外伝」をやりこんでいたと発言。よく使っていたキャラは「紅夕華」。
2020年12月より『FIRSTORDER AGENT』にも所属。
2021年9月末を持ってタンバリンアーティスツを退社、フリーに。
2023年9月20日、スタッフ・プラス所属となったことを発表。
2024年1月1日 - 所属していたスタッフ・プラスを離れ、新会社に担当マネージャーと共に移籍することを発表した。問い合わせ先は、株式会社DeRTA Entertainmentが案内されている。

## 人物
- 見た目はクールビューティ系であるが、天然で真面目な性格をしている。
- マンガ、特に恋愛マンガが好きである。
- 前田希美に憧れて「自分もピチモになりたい！」と思うようになり、小6でオーディションに応募。
- 自身を「話しかけて欲しいオーラ」を出すネガティブな性格と称している[13]。

## 出演

### テレビドラマ
- 騎士竜戦隊リュウソウジャー 第7・8話（2019年4月28日・5月5日、テレビ朝日） - フィータ 役[14]

### バラエティ番組
- すイエんサー（2011年10月10日 - 、NHK教育） ※不定期出演
- 痛快TV スカッとジャパン（2016年2月8日 - 、フジテレビ）

### 舞台
- 『TOKUGAWA15』（2013年3月22日、中野ザ・ポケット） - ゲスト[15]
- 『オンナ、ひと憂。』（2013年9月12日 - 16日、中野ザ・ポケット） - 優 役[16]
- 怪傑パンダース『透明少女』（2014年6月25日 - 29日、新宿村LIVE）[17]
- 『倫敦影奇譚シャーロック・ホームズ〜銀髪の使者と七人の容疑者〜』（2015年6月17日 - 21日、六行会ホール）
- 『DOCTOR～ヤブ医者大爆発～』（2016年9月17日 - 18日他、大垣市スイトピアセンター文化ホール）
- 『華～女達よ、散り際までも美しく』あやめ役 （2018年4月、紀伊国屋サザンシアター）
- 『NINJA ZONE』橘華役（2018年9月、六行会ホール）
- 『巫女ガール』栗山京子役（2019年2月、シブゲキ！！）
- 『愛媛のスキャンティー』（2019年7月、高田馬場ラビネスト）
- 『NINJA ZONE～FATE OF THE KUNOICHI WARRIOR～』橘華役（2019年9月、六行会ホール）
- 『Dream Lesson in 2019 autumn』（2019年10月、池袋シアターグリーン BASE THEATER）
- 『レジスタンスイレブン～バレンタインを守り抜け！～』（2020年2月、コフレリオ新宿シアター）
- 爆走おとな小学生『Office-9no1-』（2020年3月、シブゲキ！！）
- 『レジスタンスイレブン～見えない敵を封鎖せよ～』（2020年6月、インターネット配信）
- 『天満月のネコ』（2020年7月、シアターサンモール）
- 『超青春合唱コメディ『SING!』』（2020年8月、ヒューリックホール東京）
- 『虎馬彪 青空の下のディスタンス』（2020年12月、コフレリオ新宿シアター）
- 『レジスタンスイレブン～未知なる敵からの卒業～』（2021年3月、R'sアートコート(労音大久保会館)）
- 『OLD Maid-JOKER』（2021年4月、新宿村LIVE）
- ミュージカル『「美少女戦士セーラームーン」かぐや姫の恋人』（2021年9月、天王洲 銀河劇場） - 火野レイ / セーラーマーズ[18]
- ガールズ演劇ユニット【メイホリック】舞台『嘘つきの世界』（2021年9月、シブゲキ！！）
- 『トワイライトの涙』（2022年1月、サンモールスタジオ）
- 『愛をなくした男』（2022年4月、すみだパークシアター倉）
- BOOT vol4『M-2022-』（2022年8月、新宿THEATER BRATS）
- CRUSH KITCHEN ENTERTAINMENT VOL.3『サタデーナイトスペシャル』（2022年10月、六行会ホール）
- 「美少女戦士セーラームーン」30周年記念 Musical Festival -Chronicle-（2022年11月、品川ステラボール） - 火野レイ / セーラーマーズ[19]
- 『嘘つき』（2023年1月、すみだパークシアター倉）
- かわいいコンビニ店員飯田さん『空腹』（2024年7月、OFF・OFFシアター）[20]
- 劇団ホチキス『スクールバス』（2024年8月、東京芸術劇場シアターウエスト）[21]
- “Pretty Guardian Sailor Moon” The Super Live（2025年10月9日 - 13日〈予定〉、サンシャイン劇場） - 火野レイ / セーラーマーズ[22]

### イベント
- 写真展『小林れい×福島裕二 写真展『羽化-Eclosion-』』（2019年12月、アトリエY）[23]
- 写真展『女優が撮る女優展』（2021年10月、渋谷ギャラリールデコ）
- 写真展『小林れい×福島裕二 写真展『完全変態-Holometabolism-』』（2021年12月、アトリエY）

### CM
- サイバーエージェント ブログアプリ「CANDY」（2013年）

### 雑誌
- ピチレモン専属モデル（学研、2010年4月 - 2014年3月）
- 「プチベリー」（ニッセン、2012年）
- 「BEAMS」制服カタログ（BEAMS、2014年）
- 受験 My Vision（ベネッセ、2015年4月）
- フォトテクニックデジタル2016年1月号（玄光社、2015年12月19日）[24]※夢みるアドレセンス「2回目のデート」vol.4
- ポートレートライティングの超絶レシピ（玄光社、2016年4月18日）[25]
- 『MINI CARトップ 京商 スズキ ジムニー 1/64』（交通タイムス社、2021年12月21日）[26]
- 『AUTO STYLE（オートスタイル）vol.43 ジムニースタイル05』（交通タイムス社、2023年3月6日）

### WEB
- 2010世界バレー女子日本大会「世バレ応援FASHION部」（2010年10月 - 11月、TBS）
- ショウワノート ジャポニカ学習帳「バーコードマスター」アプリモデル（2014年4月 - ）[27]